# 스웨덴 해군
스웨덴 해군(스웨덴어: Svenska marinen)은 스웨덴군의 해군 부서이다. 해군 부대인 수륙양용군단뿐만 아니라 함대와 잠수함 해군 부대로 구성되어 있다.
1522년 구스타프 1세 바사가 창설한 스웨덴 해군은 세계에서 가장 오래된 해군 중 하나로 2022년 창설 500주년을 기념한다.

## 역사
초기 스웨덴 왕들(9~14세기)은 레둔겐을 통해 해안선을 따라 스웨덴 해군을 조직했다. 이것은 (포병 없이) 노 젓기와 항해하는 배들을 결합하는 것을 포함했다. 이 체계는 사회의 발전과 군사 기술의 변화로 인해 쓸모 없게 되었다. 늦어도 14세기에는 레둔겐에서 복무하는 의무가 세금으로 대체되었다. 스웨덴이 (덴마크 및 노르웨이와 함께) 칼마르 동맹의 일부였던 1427년, 스웨덴의 군함들은 그러나 한자 동맹에 대항하는 외레순 해전에 참가했다. 이 군대가 어떻게 조직되었고 정확히 어떤 근거로 조직되었는지는 불분명하다.
칼마르 동맹으로부터 스웨덴이 분리된 지 1년 후인 1522년 6월 7일, 구스타프 1세 바사는 뤼베크라는 한자의 마을로부터 많은 배들을 구입했다. 19세기 이후의 공식적인 스웨덴 역사는 종종 이 날을 현재의 스웨덴 해군의 탄생으로 기록한다. 스톡홀름에 있는 바사 박물관 배는 스웨덴 왕립 해군의 17세기 배였다.
수륙양용군단은 1902년 1월 1일로 거슬러 올라가는데, 그 때 별도의 "해안포병" (Kustartilleriet)이 창설되었고, 마리넨은 전체적으로 그 부대의 이름으로 사용되기 시작했다. 20세기의 마지막 10년 동안 해안 요새의 포기가 있었고, 그 부대는 2000년에 수륙양용군단으로 이름이 바뀐, 더 정규적인 해병대가 되었다.
20세기 대부분 동안 스웨덴 해군은 발트해를 통한 스웨덴의 전면적인 침공 위협과 상업적 해운 보호에 초점을 맞추었다. 스웨덴은 스칸디나비아 반도에 위치해 있어 발트해를 통해 스웨덴으로 들어오고 나가는 수출입의 90%가 해상 무역에 크게 의존하게 된다. 1972년 정부는 상선을 보호하기 위해 비군사적 조치를 사용해야 한다고 명령했다. 이 결의안은 비록 정부가 해운을 보호하기 위해 사용하고자 했던 비군사적 조치가 명시된 적이 없지만 모든 해군 구축함과 호위함의 해체로 이어졌다.

## 조직
최근까지, 해군은 보통 부제독이었던 해군 참모총장에 의해 이끌어졌다. 이 자리는 사라졌고, 해군의 최고 책임자는 이제 스웨덴 해군 전투군의 수석 대표인 해군 참모총장 에와 스코그 하슬룸이다.
해병대 부대는 육군과 같은 계급 체계를 사용한다.